# Lockheed C-141 Starlifter
Il Lockheed C-141 Starlifter era un aereo da trasporto militare strategico in servizio con l'USAF negli anni sessanta e mai esportato.  Fu ideato per sostituire i precedenti e più lenti aerei cargo con motori a pistoni come il C-124 Globemaster II. Il C-141 fu progettato in base a requisiti emessi nel 1960 e effettuò il primo volo nel 1963. La produzione iniziò nel 1965 e vennero consegnati 285 aerei: 284 per il Military Airlift Command ed uno per la NASA. L'aereo rimase in servizio per circa 40 anni, finché l'USAF lo ritirò dal servizio il 5 maggio 2006, sostituendolo con il C-17 Globemaster III.

## Storia

### Sviluppo

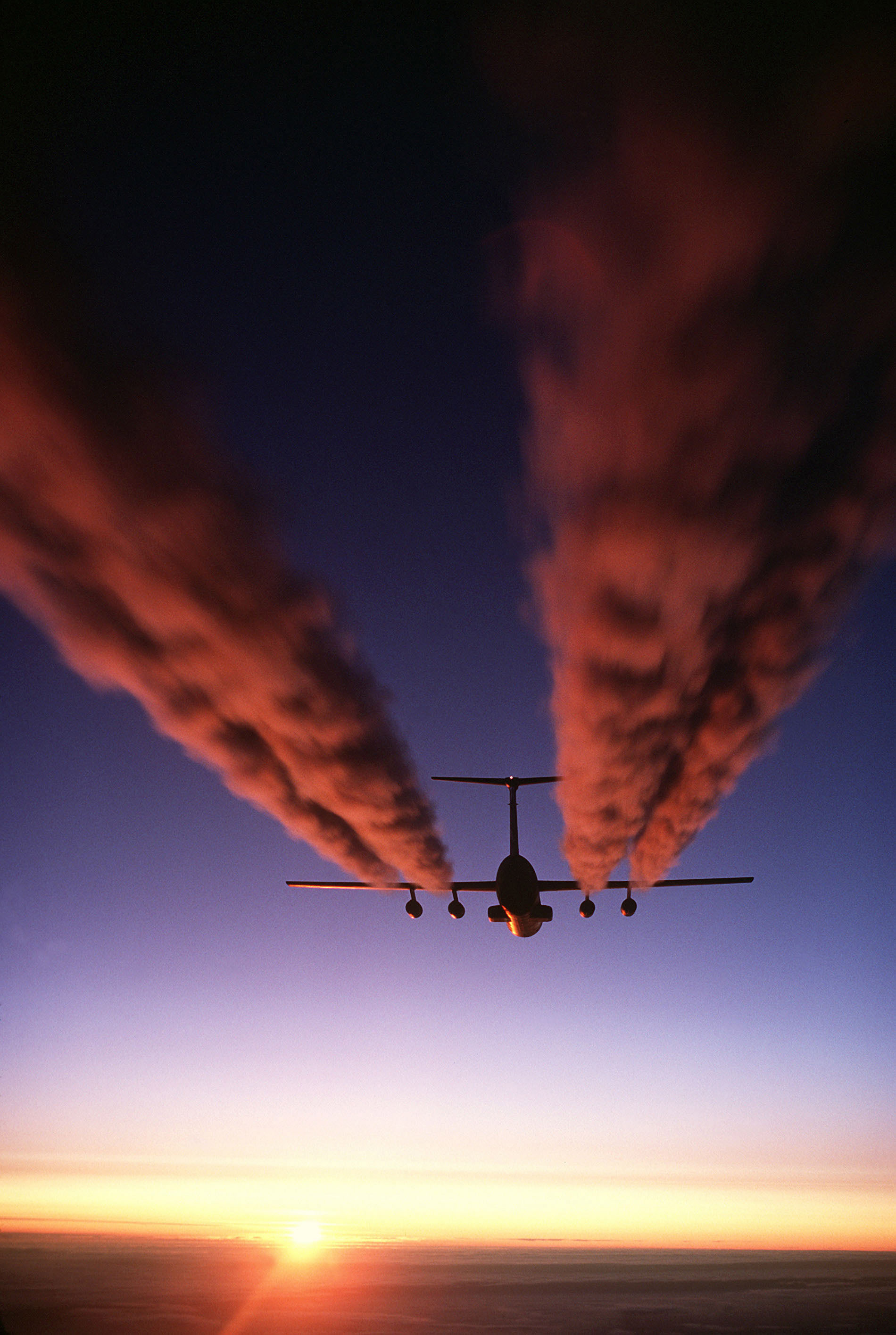
Un C-141 Starlifter mentre lascia scie di condensazione nei cieli sopra l'Antartico.

All'inizio degli anni sessanta, l'USAF Military Air Transport Service (MATS) si basava su un considerevole numero di velivoli ad elica per trasporto aereo strategico. Il progetto dei velivoli allora in servizio operativo erano per lo più obsoleti e l'Air Force ritenne necessario sfruttare i vantaggi forniti dalla propulsione a getto ordinando, come primo intervento, 48 Boeing C-135 Stratolifter. L'uso del C-135 tuttavia, a causa della collocazione laterale dei portelloni, non consentiva l'imbarco di carichi di grandi dimensioni, tipici della dotazione della U.S. Army.
Per ovviare al problema l'USAF emise nell'estate 1960 una specifica, la Specific Operational Requirement 182, per la fornitura di un nuovo velivolo da carico in grado di operare nell'ambito di missioni tattiche e strategiche. Nel ruolo strategico era richiesto che il velivolo fosse in grado di compiere missioni con un raggio di almeno 3 500 nm (4 000 mi, 6 500 km) con un carico di 60 000 lb (27 000 kg). I requisiti strategici prevedevano la capacità di effettuare lanci a bassa quota di forniture, e di trasportare unità di paracadutisti nella zona di combattimento. Furono diverse le aziende che risposero alla specifica SOR 182, tra le quali Boeing, Lockheed e General Dynamics.
La Lockheed presentò un progetto unico, il Lockheed Model 300, il primo grande velivolo dotato di propulsione a getto specificatamente progettato per il trasporto aereo. Il Model 300 era caratterizzato dall'adozione di un'ala a freccia posizionata alta alla quale erano inferiormente collegati i quattro piloni che supportavano altrettanti motori turboventola Pratt & Whitney TF33 capaci di fornire una spinta pari a 21 000 lbf (93,4 kN) ciascuno. Altro elemento caratteristico importante era la soluzione adottata per la carlinga il cui pavimento era collocato a soli 50 in (1,27 m) dal suolo e che permetteva un facile accesso attraverso i portelloni posteriori. I due portelloni collocatin ai lati della fusoliera furono integrati per permettere un più agevole lancio da parte dei paracadutisti (nell'agosto 1965 fu il primo velivolo dotato di motori a getto ad effettuare un lancio di paracadutisti). I portelloni di carico posteriori potevano essere aperti anche in volo per consentire il lancio di materiali dotandoli anch'essi di paracadute. L'adozione dell'ala alta permise di poter disporre di una stiva di carico larga 10 ft (3,05 m) per 9 ft (2,74 m) di altezza e lunga 70 ft (21,34 m) consentendo al velivolo di trasportare, ad esempio, un missile balistico LGM-30 Minuteman completo. L'aereo era in grado di trasportare un massimo di 70 847 lb (32 136 kg) su brevi distanze e fino a 92 000 lb (41 730 kg) nella versione configurata per trasportare il Minuteman, che prevedeva la rimozione di altre apparecchiature. Inoltre poteva trasportare 154 militari o 123 paracadutisti completamente attrezzati.

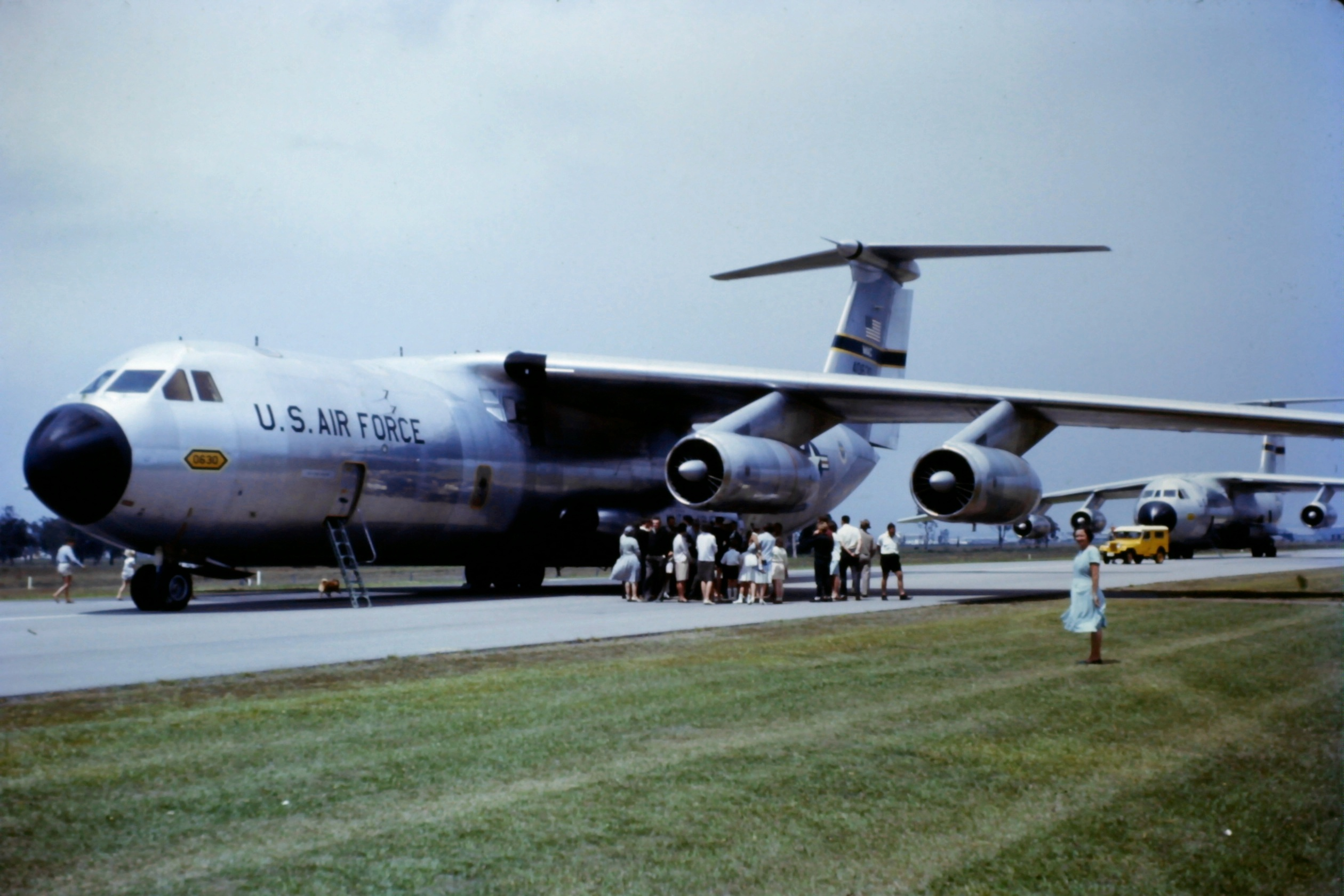
Uno dei primi C-141A del 436th Airlift Wing, MAC, all'aeroporto di Brisbane, Australia, in missione di supporto alla visita del presidente Lyndon B. Johnson, 22 ottobre 1966.

Il primo atto ufficiale del presidente John F. Kennedy firmato dopo la sua elezione fu quello di ordinare lo sviluppo del Lockheed 300 il 13 marzo 1961, con un contratto per la fornitura di 5 esemplari per le valutazioni ai quali venne assegnata la designazione ufficiale C-141. Un aspetto insolito è che il velivolo venne progettato per soddisfare le norme di aeronavigabilità sia militari che civili. Il prototipo C-141A, numero di serie 61-2775, venne assemblato in brevissimo tempo ed uscito dallo stabilimento Lockheed a Marietta, in Georgia, il 22 agosto 1963 venne portato in volo per la prima volta il successivo 17 dicembre, nel 60º anniversario del primo volo dei fratelli Wright. L'azienda e l'Air Force avviarono quindi un programma di test operativi sfociato in un ordine per 284 esemplari destinati inizialmente alle unità MATS, successivamente ridesignate Military Airlift Command (MAC) nel 1966.
Un tentativo di vendere il velivolo sul mercato civile portò ad acquisire un ordine provvisorio da parte delle compagnie Flying Tiger Line e Slick Airways per 4 esemplari ciascuna. Questi dovevano essere una versione allungata, 37 ft (11,28 m) più lunga del C-141A, e commercializzata come SuperstarLifter. Lo sviluppo però venne interrotto e l'unico esemplare costruito come dimostratore civile venne successivamente consegnato alla NASA.

### Impiego operativo
Il prototipo e di successivi quattro esemplari iniziarono un intenso programma di test operativi tra cui la prima consegna di MATS il 19 ottobre 1964 alla Tinker Air Force Base in Oklahoma. Le successive prove portarono all'acquisizione del certificato di volo emesso il 29 gennaio 1965 dalla Federal Aviation Authority. Il primo esemplare fornito ad un'unità operativa venne consegnato il 23 aprile 1965 alla Travis Air Force Base, in California. Benché i test fossero continuati l'USAF dovette attendere l'impiego degli esemplari nel Vietnam del Sud per stabilire se il loro comportamento fosse stato all'altezza anche in area di combattimento.

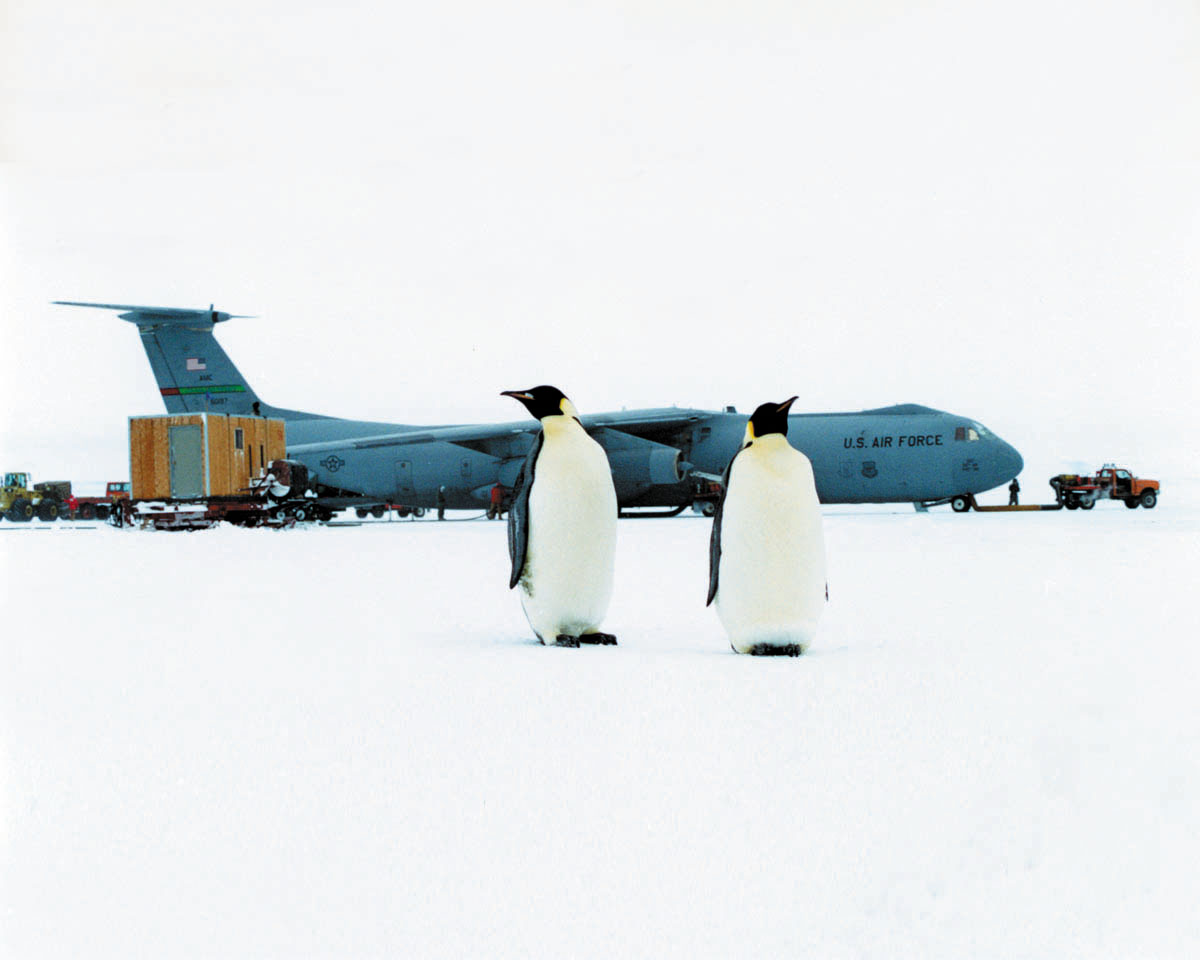
C-141 mentre partecipa all'Operazione Deep Freeze.

Il 16 settembre 2004, il C-141 venne tolto dal servizio operativo in tutte le unità USAF rimanendo utilizzato solamente nell'Air Force Reserve ed Air National Guard fino al termine della sua vita operativa. Al 25 settembre 2005 erano solo otto i C-141 ancora in condizioni di volo, tutti basati al 445th Airlift Wing (445 AW) dell'Air Force Reserve 
presso la Wright-Patterson AFB).  Nel 2004, 2005, e 2006, i C-141 assegnati al 445 AW hanno partecipato a missioni in Iraq ed Afghanistan, principalmente per l'evacuazione del personale militare rimasto ferito in combattimento. Gli ultimi otto esemplari sono stati ufficialmente ritirati nel 2006.

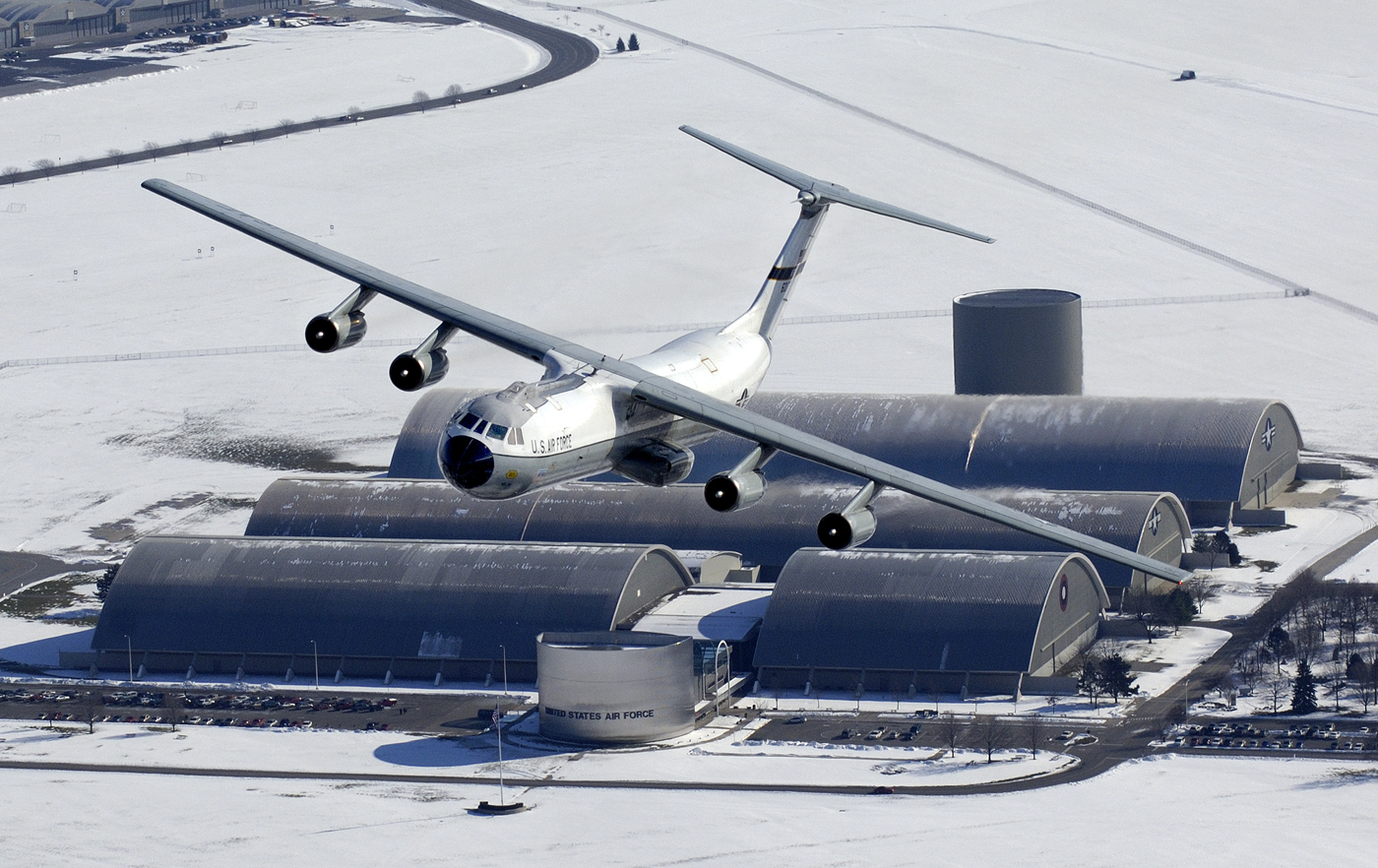
LHanoi Taxi in volo sopra il National Museum of the United States Air Force nel dicembre 2005.

Nel 2002 uno degli ultimi esemplari operativi alla Wright-Patterson AFB venne identificato dal suo crew chief come l'Hanoi Taxi (AF Serial Number 66-0177), uno dei velivoli usati dal febbraio all'aprile 1973 durante l'Operazione Homecoming negli ultimi giorni della guerra del Vietnam per rimpatriare i prigionieri di guerra americani dal Vietnam del Nord.
Nel 2005 l'Hanoi Taxi ed altri velivoli sono stati schierati dall'USAF per provvedere all'evacuazione alla popolazione minacciata dall'uragano Katrina. Durante l'operazione furono migliaia le persone trasportate tra cui il personale MEDEVAC che portarono assistenza a centinaia tra malati e feriti.
Con l'annuncio, nel 2006, del ritiro di questi ultimi otto C-141, l'Hanoi Taxi ha intrapreso una serie di voli, dando ai veterani, alcuni dei quali tra i prigionieri del Vietnam riportati in patria su questo aereo, l'opportunità di sperimentare gli ultimi voli prima del pensionamento. Il 6 maggio 2006, l'Hanoi Taxi è atterrato per l'ultima volta ed è stato ricevuto durante una cerimonia ufficiale al National Museum of the United States Air Force, basato presso la Wright-Patterson Air Force Base a Riverside, nell'Ohio, vicino a Dayton.

## Versioni
C-141A
prima versione con capacità per 154 passeggeri o 80 barelle per feriti con 16 posti a sedere, prodotto in 284 esemplari.
C-141B
versione allungata del C-141A
NC-141A KAO
conversione di un C-141A in dotazione alla NASA per il trasporto del Kuiper Airborne Observatory (KAO).
C-141B SOLL II
conversione di 13 C-141B allo standard SOLL II (Special Operations Low-Level II).
C-141C
sviluppo finale del C-141; 63 esemplari aggiornati con la dotazione di nuova avionica e altre migliorie tecnologiche.

## Utilizzatori

### Militari
Stati Uniti
- United States Air Force
  - Air Mobility Command
- Air Force Reserve Command
- Air National Guard
- Air Education and Training Command

### Governativi
Stati Uniti
- NASA

## Velivoli comparabili
Stati Uniti
- McDonnell Douglas C-17 Globemaster III

 Unione Sovietica
- Ilyushin Il-76